# Liste der geschützten Landschaftsbestandteile im Landkreis Bad Tölz-Wolfratshausen
Im Landkreis Bad Tölz-Wolfratshausen gab es im Februar 2023 insgesamt 3 ausgewiesene geschützte Landschaftsbestandteile.

## Geschützte Landschaftsbestandteile
| Königsdorfer Alm                               | BW | LB-00150 | Königsdorf, Geretsried mit Geotop 173R050, „Buckelwiesen der Königsdorfer Alm S von Geretsried“ | ⊙ | 34,3 |  |
| Lindenhügel in Bad Heilbrunn                   | BW | LB-00152 | Bad Heilbrunn                                                                                   | ⊙ | 1,95 |  |
| Neuwirtsgarten                                 | BW | LB-00151 | Greiling am Schererweg                                                                          | ⊙ |      |  |
| Legende für Geschützter Landschaftsbestandteil |    |          |                                                                                                 |   |      |  |